# Große Synagoge (Toporiw)

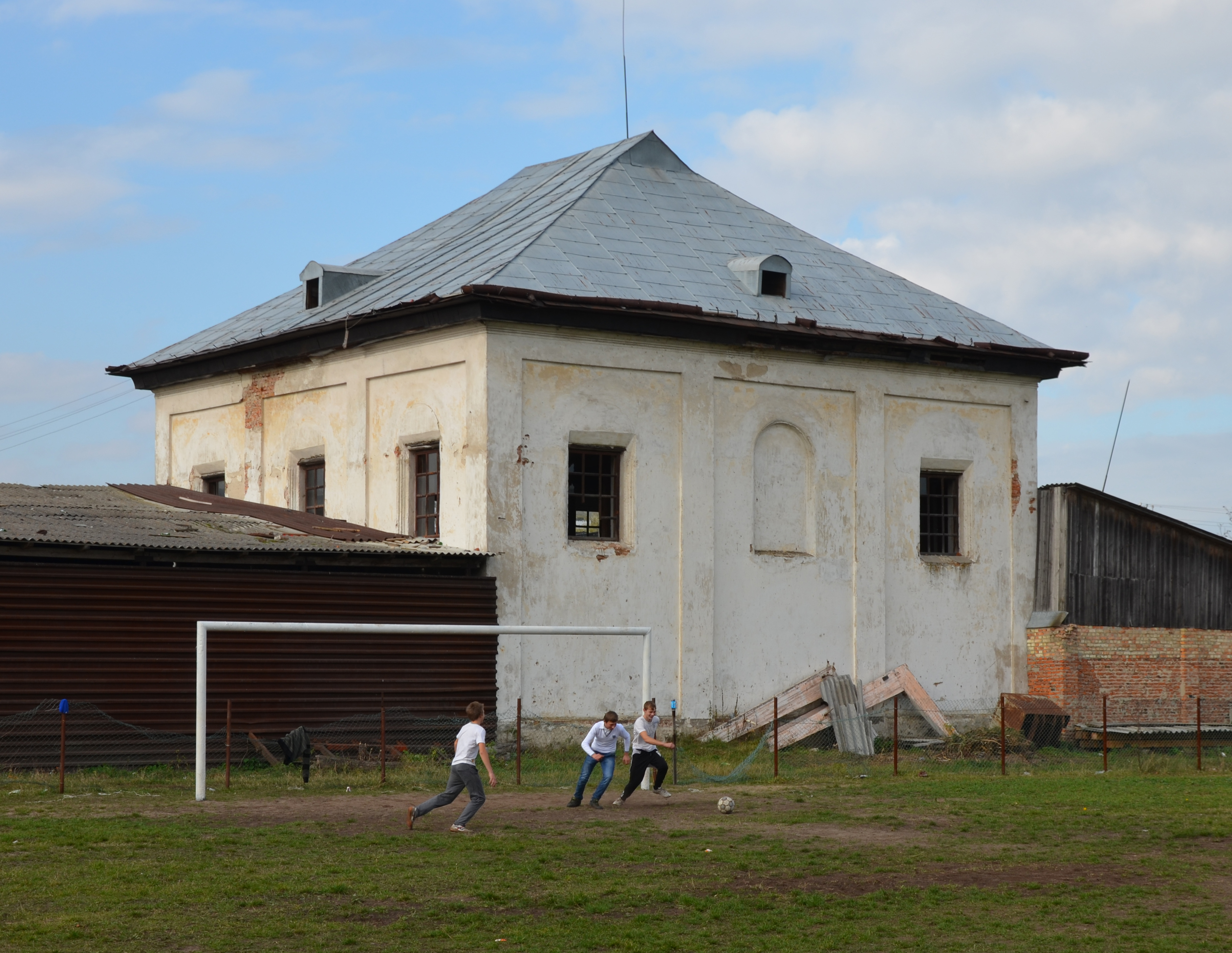
Ehemalige Synagoge (2013)

Die Große Synagoge in Toporiw in der ukrainischen Oblast Lwiw ist heute ein Lagerhaus.

## Geschichte
Über das Baujahr ist nichts Genaues bekannt. 1635 wurde eine Synagoge bei kriegerischen Auseinandersetzungen entweiht. Unklar ist, ob es sich um das jetzige Gebäude handelte. Bereits um 1800 gab es neben einer Großen Synagoge weitere kleine Gebetshäuser der chassidischen Juden.  Mit Ausnahme eines Blindfensters an der Ostfassade gibt es weder außen noch innen klare Merkmale, die erlauben würden den Bau eindeutig einer Bauperiode oder Stilrichtung zuzuordnen. Fensterform und Dekor sprechen für Barock oder Spätrenaissance.
Das Gebäude wurde im Zweiten Weltkrieg stark beschädigt und später als Lagerhaus genutzt.

## Architektur
Umgebaut wurden unter anderem:
- Änderung der Fensterform im Laufe der Zeit von gewölbt zu rechteckig,
- Glattstreichen von profilierten Fensterrahmen,
- Demontage der Seitengalerien und des Vorraums,
- Anfügen von Schuppen an die Fassaden an 3 Seiten.

Das Gebäude hat heute als Ergebnis der Umbauten zu einem Lagerhaus ein unattraktives Aussehen. 
Die Außenmaße der Synagoge sind 15,4 × 15,4 m. Die Fassade hat eine Höhe von 8,9 m. Das Innere besteht aus dem Hauptraum, dem ehemaligen Gebetssaal der Männer. Ursprünglich gab es zwei Etagen; das Erdgeschoss und die erste Etage. Im Zuge der Umbauten zu einem Lagerhaus in den 1950er Jahren wurde sie in drei Geschosse aufgeteilt. Das Dach ist ein vierseitig mit Blech abgedecktes Walmdach.
Bima, Toraschrein und Inschriften sind nicht mehr erhalten. Es sind noch ganz geringe Reste einer ursprünglichen mehrfarbigen Bemalung zu sehen.